# Antoine Lavoisier
Antoine Lavoisier, ci-devant de Lavoisier jusqu'en 1790, est un chimiste, philosophe et économiste français, né le 26 août 1743 à Paris et guillotiné le 8 mai 1794 dans la même ville. Il est souvent présenté comme le père de la chimie moderne, qui se développera à partir des bases et des notions qu'il a établies et d'une nouvelle exigence de précision offerte par les instruments qu'il a mis au point. Il a inauguré la méthode scientifique, à la fois expérimentale et mathématique, dans ce domaine qui, au contraire de la mécanique, semblait devoir y échapper.
Au-delà des découvertes de l'oxydation, des composants de l'air et de l'eau, de l'état de la matière, ses contributions à la révolution chimique sont à la fois techniques, expérimentales et épistémologiques. Elles résultent d'un effort conscient d'adapter toutes les expériences dans le cadre d'une théorie simple dans laquelle, pour la première fois, la notion moderne d'élément est présentée de façon systématique. Lavoisier a établi l'utilisation cohérente de l'équilibre chimique, utilisé ses recherches sur l'oxygène, dont il a inventé le nom, l'azote et l'hydrogène pour renverser la théorie phlogistique, contribué au développement d'une nouvelle nomenclature chimique qui soutient, ce qui se révélera inexact, que l'oxygène est un constituant essentiel de tous les acides. Précurseur de la stœchiométrie, il a surtout traduit des réactions dans les équations chimiques qui respectent la loi de conservation de la matière, donnant à celle-ci une solide assise expérimentale.
Financier de son métier, soucieux d'établir des statistiques précises utiles à ce qu'il nomme à la suite de Condorcet l'arithmétique politique, il a été sollicité par l'administration royale puis révolutionnaire sur de très nombreux sujets depuis l'instruction publique jusqu'à l'hygiène en passant par le système monétaire. Il a aussi produit dans la lancée de Joseph Black la première théorie expérimentale de la chaleur, à travers l'étude non seulement de la combustion, mais aussi de la respiration et de la fermentation des sols. Ses œuvres majeures restent le Traité élémentaire de chimie (1789) et la Méthode de nomenclature chimique (1787).

## Biographie

### Enfance et formation (1743-1769)

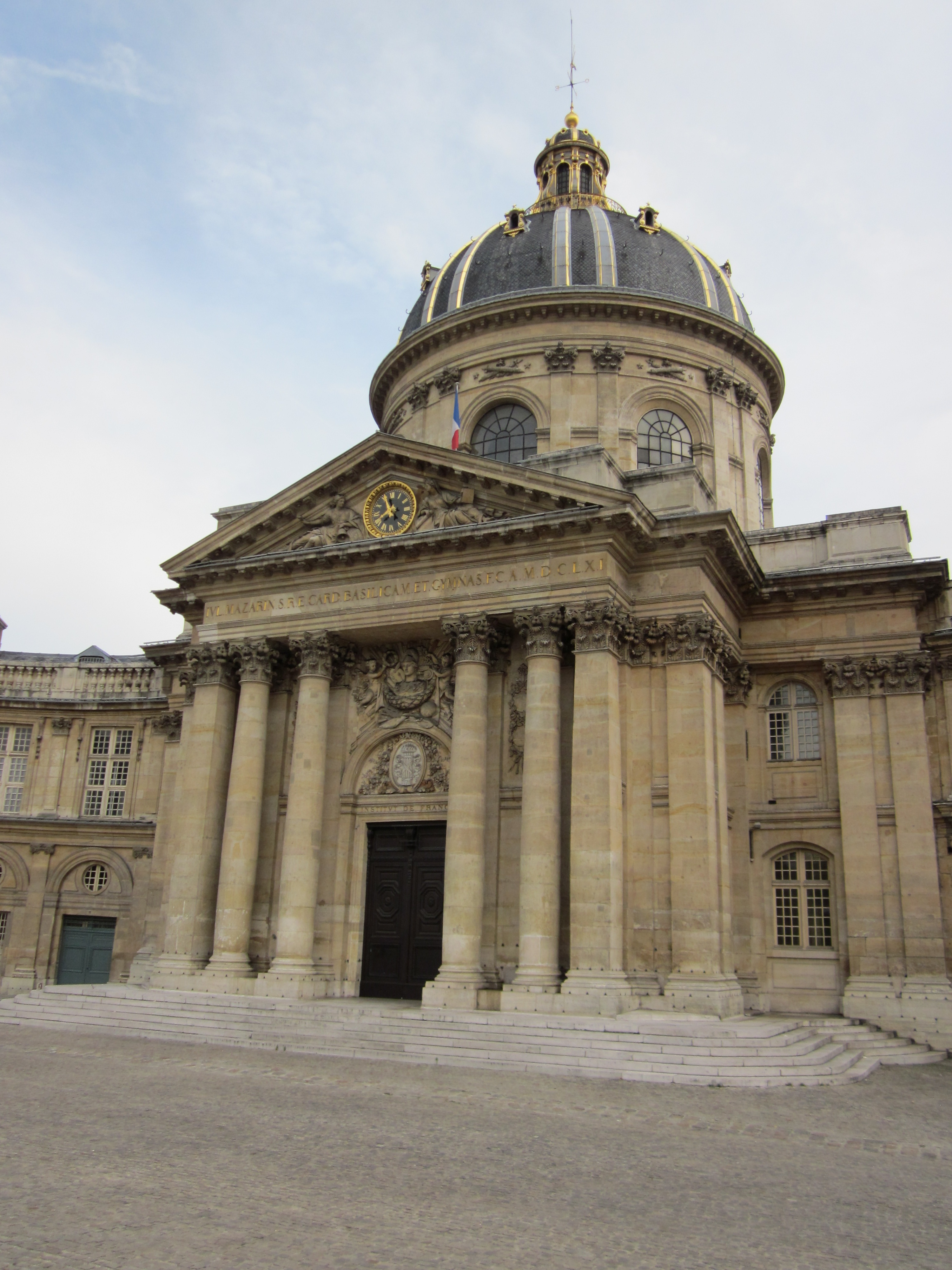
Le collège des Quatre-Nations où Lavoisier a été élève, et où siégera l'Académie des sciences à partir de 1805.

Né le 26 août 1743 dans une famille aisée, Antoine Laurent de Lavoisier est baptisé le jour de sa naissance en l’église Saint-Merri. Orphelin de mère à l'âge de cinq ans, il hérite d'une grande fortune.
En 1754, à l'âge de onze ans, il intègre le collège des Quatre-Nations à Paris. Les cours incluent chimie, botanique, astronomie et mathématiques. En classe de philosophie, lors de sa dernière année, il a pour professeur l'astronome Nicolas-Louis de Lacaille, auprès duquel il s'enthousiasme pour la météorologie, passion qui ne le quittera jamais.
À l'automne 1761, il s'inscrit à la Faculté de droit civil et canonique. Il y suit le cursus habituel, qui lui délivre en deux ans le baccalauréat en droit et l'année suivante, en 1764, la licence qui lui permet de s'inscrire au barreau de Paris. Il ne plaidera cependant jamais.
Durant ces études de droit, il assiste à des conférences sur les sciences naturelles. Paris frissonne alors de l'esprit encyclopédique. L'université est agitée par l'abolition du monopole qu'exercent les jésuites sur l'enseignement, la sécularisation de leurs écoles et la création d'écoles d'application, telle, en 1747, l'École des ponts et chaussées, dans lesquelles l'enseignement moral et religieux s'efface devant celui des sciences et des techniques. L'étudiant Lavoisier adhère à la démarche expérimentale que, dans la ligne cartésienne, professe Étienne de Condillac depuis une dizaine d'années dans les salons parisiens. Il est un lecteur avide du Dictionnaire de la chymie que vient de publier Pierre Macquer, le théoricien des affinités électives entre corps chimiques, qui préfigurent les équations chimiques. Son premier essai portera sur l'hydratation du gypse et fait l'objet d'une conférence qu'il donne en 1764 à l’Académie des sciences.
Deux ans plus tard, il est lauréat du concours de l’Académie des sciences pour un essai sur l'éclairage public des salles de spectacle et reçoit au nom du roi une médaille d'or. Cette même année 1766, il assiste Jean-Étienne Guettard, botaniste de l'Académie des sciences, dans l'élaboration de l'atlas minéralogique de la France. Il fait des relevés minéralogiques depuis déjà trois ans. Entre juin et novembre 1767, ils travaillent ensemble à une étude géologique de l’Alsace et de la Lorraine. Leur collaboration se prolongera jusqu'en 1780. Parrainé par Henri Louis Duhamel du Monceau, grand ami de son père, Antoine de Lavoisier est élu membre de l’Académie des sciences le 18 mai 1768 et siège au Louvre à l’âge de vingt-quatre ans, soit deux ans avant un autre jeune collaborateur de Jean-Étienne Guettard avec lequel il a appris à travailler, Balthazar Georges Sage, lequel fondera en 1778 l'École des mines.

### Fermier général (1770-1774)

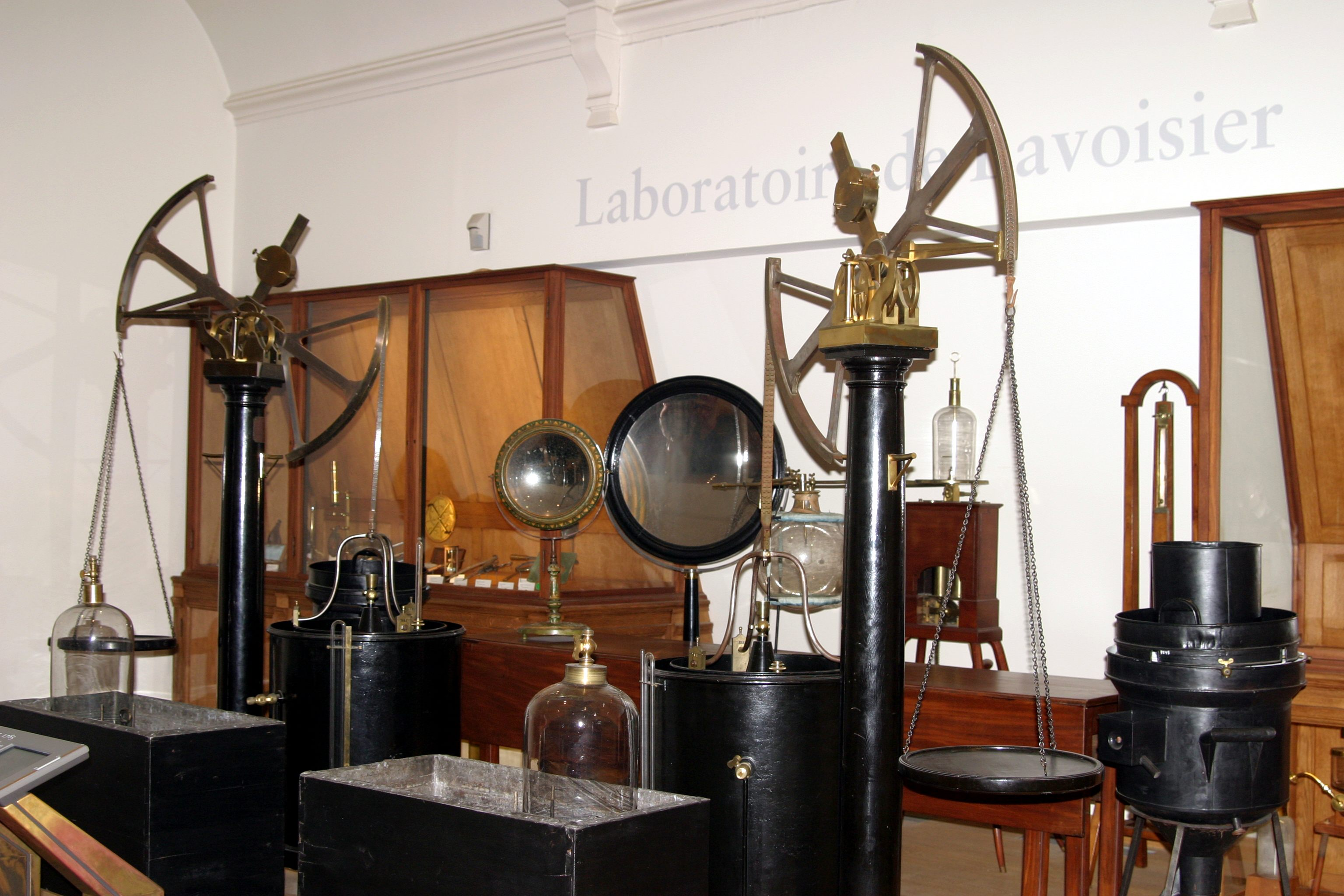
Deux balances ayant appartenu à Lavoisier, exposées au musée des arts et métiers. Du modèle de celle de la Ferme, elles sont reliées par des tuyaux à des récipients à gaz sous pression.

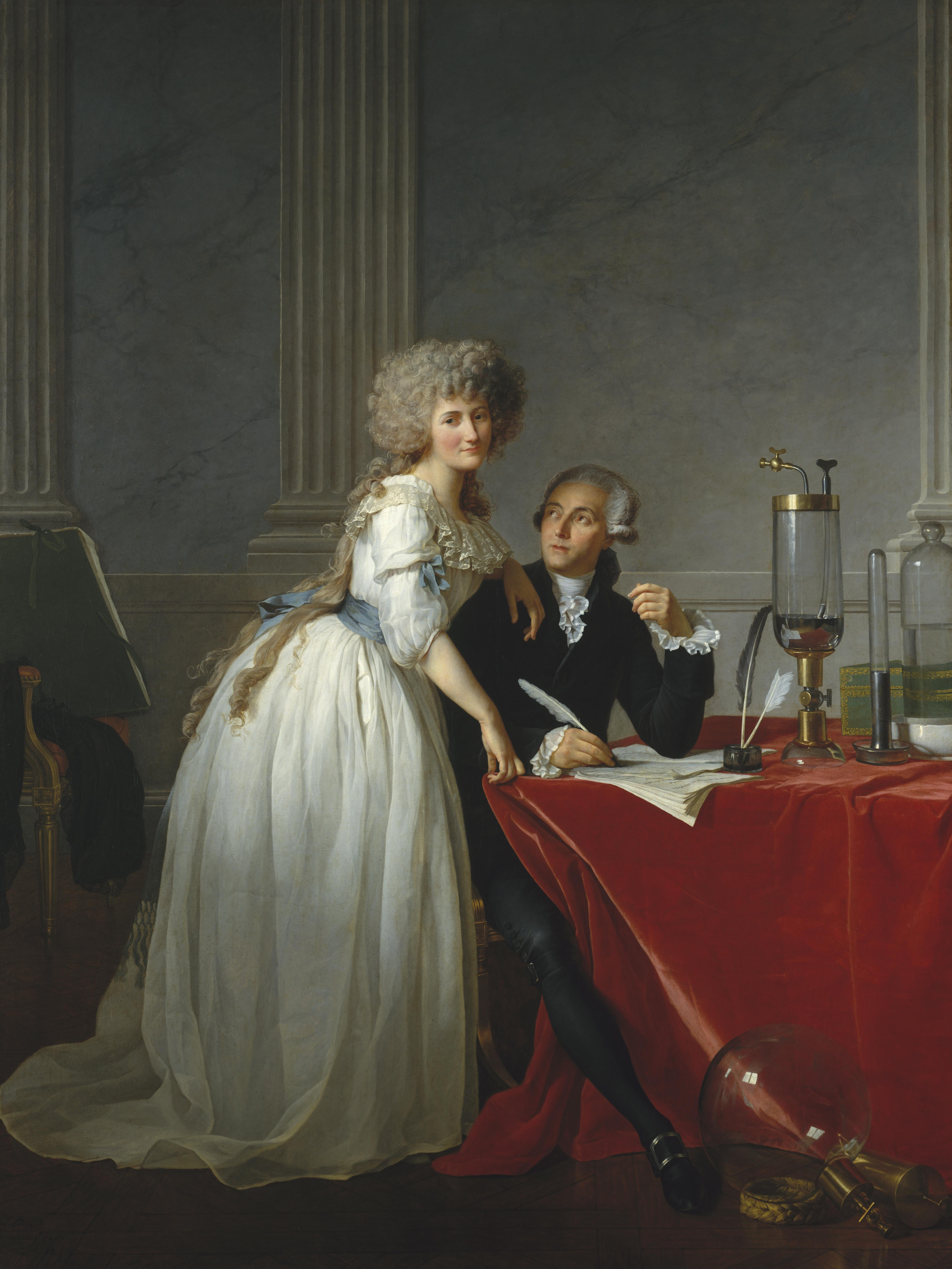
Portrait d'Antoine-Laurent Lavoisier et de sa femme, commandé en 1788 à David par celle-ci, son élève, aujourd'hui au MMA de New York.

Ses études de droit sont d'une importance capitale dans la vie de Lavoisier. Elles l'amènent en effet à s'intéresser à la politique française, et lui permettent d'acquérir en 1770 une charge de fermier général. Âgé de vingt-six ans, il entre ainsi au conseil d'administration de la compagnie privée à laquelle le roi délègue le monopole de la collecte des impôts. C'est ce poste de fermier général qui est à l'origine de ses principales découvertes scientifiques en chimie. Affecté au secrétariat chargé de la perception des impôts à l'octroi de Paris, il y dispose en effet d'une balance qui sert à détecter les fraudes, la plus précise d'Europe, et c'est cette balance qu'il utilise pour procéder à des pesées moléculaires de divers gaz avec une marge d'erreur inégalée jusqu'alors.
Toutefois ce poste le tiendra éloigné pendant trois années de ses recherches. Il n'abandonnera cependant jamais son rôle d'expert en finance. Il proposera en 1790, à la faveur de la Révolution, une réforme du système monétaire français et en 1791 un changement d'assiette du système d'imposition. Dans son travail pour le gouvernement de 1791, il participe au développement du système métrique qui uniformise les poids et mesures.
Le 16 décembre 1771 dans la chapelle parisienne privée de l'abbé et contrôleur général des Finances Terray,,,, il épouse Marie-Anne Pierrette Paulze, la fille d'un fermier général, alors âgée de treize ans. Au fil du temps, celle-ci se révèle une aide et une collaboratrice scientifique précieuse pour son époux. Elle traduit pour lui des ouvrages anglais, parmi lesquels l'Essai sur le Phlogistique de Richard Kirwan et les recherches de Joseph Priestley. Elle réalise de nombreux croquis et gravures des instruments de laboratoire utilisés par Lavoisier et ses collègues. Elle écrit et publie également les mémoires de Lavoisier, et accueille des soirées où d'éminents scientifiques débattent des questions liées à la chimie.
À l'automne 1772, Lavoisier se lance dans une recherche de plusieurs années sur ce qui cause la combustion. Reproduisant les expériences de Joseph Black, il rencontre à Paris, en octobre 1774, Joseph Priestley, qui a observé, le 1er août précédent le dégagement d'un mystérieux « air déphlogistiqué ». Par la suite, Lavoisier expose, en avril 1775, dans un fameux mémoire appelé Mémoire de Pâques, que la combustion a une cause nécessaire, étant la présence de cet air déphlogistiqué, qu'il baptisera en 1779 oxygène. À partir de ces informations, il démontre la nature composée de l'air, et nommera, également en 1779, la partie qui n'est pas de l'oxygène, azote. C'est en 1778 qu'il publiera une description de l'effet de cet oxygène, l'oxydation, effet qu'il appelle acidification, et en 1783, qu'il montrera que l'eau est composée d'un gaz observé par Henry Cavendish, gaz qu'il baptise hydrogène.

### Régisseur des Poudres (1775-1788)

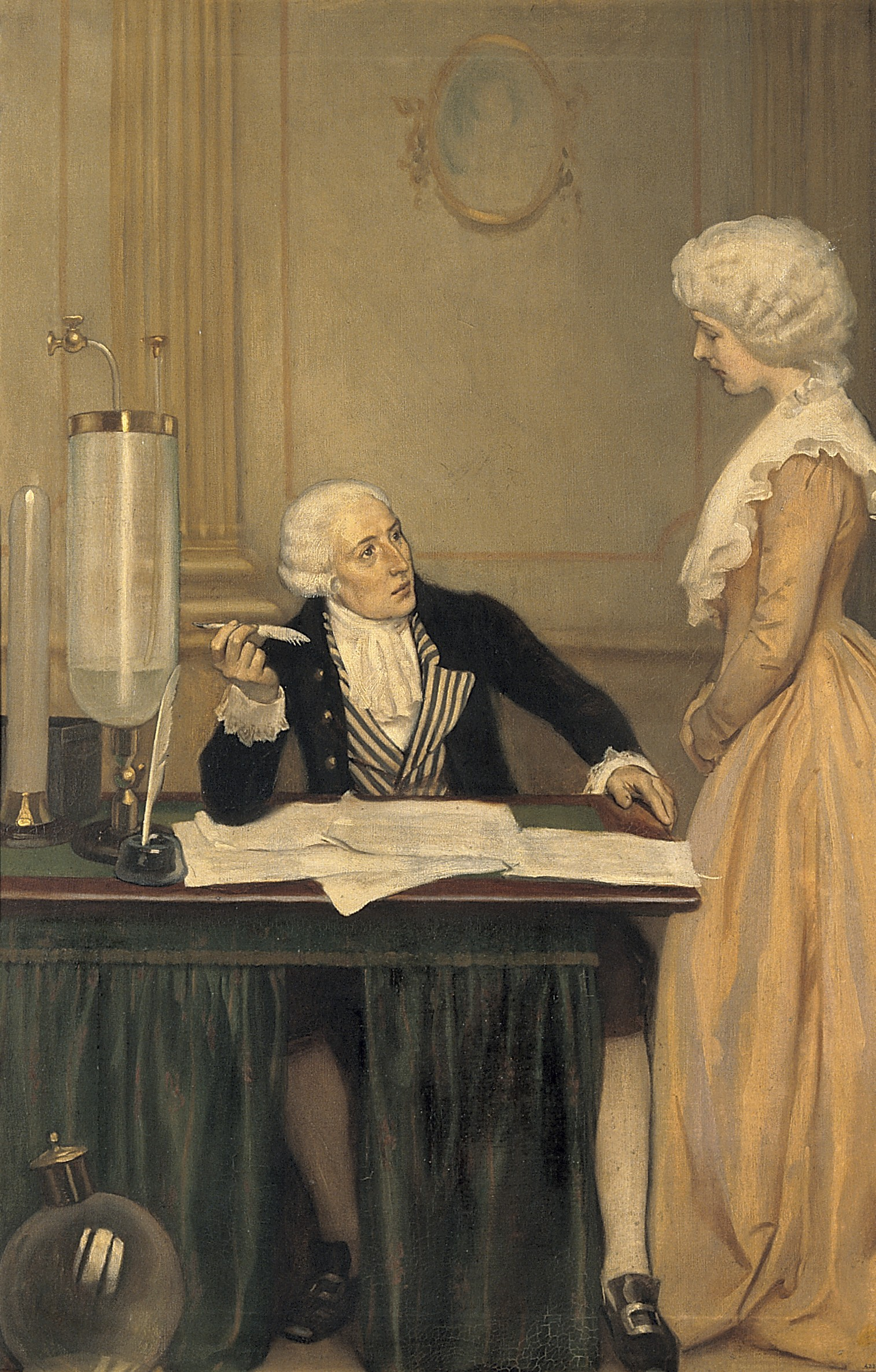
Lavoisier expliquant le résultat de ses expériences sur l’air à sa femme. Huile sur toile d’Ernest Board.

La Ferme générale est chargée depuis 1633 d’administrer pour le roi la Surintendance des poudres et salpêtres. Le ministre Turgot, désire réformer ce système très critiqué et peu efficace. Le roi Louis XVI accepte la proposition d'un des cadres de la ferme des salpêtres, le Faucheux, dont le projet est soutenu par Lavoisier et Turgot, et Lavoisier participe à la création en 1775 de la Régie royale des poudres et salpêtres, ancêtre de la SNPE et de l’actuel SIMu. Lavoisier en est un des quatre fermiers délégués aux postes de régisseurs. Il est logé dans un hôtel du Grand Arsenal situé le long de l’actuelle rue Bassompierre, où il dispose d’un laboratoire. Ses travaux portent sur l’amélioration de la production de la poudre et s’étendent au domaine de l’agrochimie. Il crée un nouveau procédé de production du salpêtre et utilise, en plus de celles de Lorraine et Barrois, la nitrière de Georges Müller à Rosheim, en Alsace, qui fournissait « le plus beau salpêtre du monde » en le régénérant rapidement, mais il n'a pas pu utiliser la potasse d’Alsace qui n'a  été exploitée qu'au XXe siècle. Son action se traduit par un redressement financier spectaculaire. Les bénéfices reversés par la Régie à l’État lui valent d’être reconnu.
Régisseur des poudres par délégation de la Grande ferme, Lavoisier n'en continue pas moins d'exercer sa charge au sein de celle-ci. Il y joue, comme le fait Goethe auprès du duc de Saxe, un rôle de conseiller ministériel. À la suite de la « guerre des farines », il s'oppose ainsi au nouveau ministre des Finances, le physiocrate Turgot, et à l'inspecteur aux Monnaies que celui-ci vient de nommer, Nicolas de Condorcet, dans leur projet d'une taxation des navires de commerce à la jauge. Pour lui, le seul impôt qui vaille est territorial et porte sur les revenus du capital.
Son travail d'académicien reste néanmoins primordial. En 1777, il lit, devant l'Académie des sciences, un premier rapport sur la physiologie de la respiration.
En 1778, peu après la mort de son père, il acquiert le domaine et le château de Freschines à Villefrancœur, dans le Blésois. Sa femme en assure, depuis Paris, l'administration et le couple se rend sur place régulièrement, quelques semaines par an, pour rencontrer l'intendant et mesurer les progrès. C'est là que le savant acquiert la conviction que l'humus ne produit pas spontanément la végétation, mais que celle-ci à besoin de deux sources de chaleur, le soleil et le fumier. Sa ferme est d'abord pour lui un objet d'étude de la rentabilité d'une exploitation et lui sert de modèle économétrique.

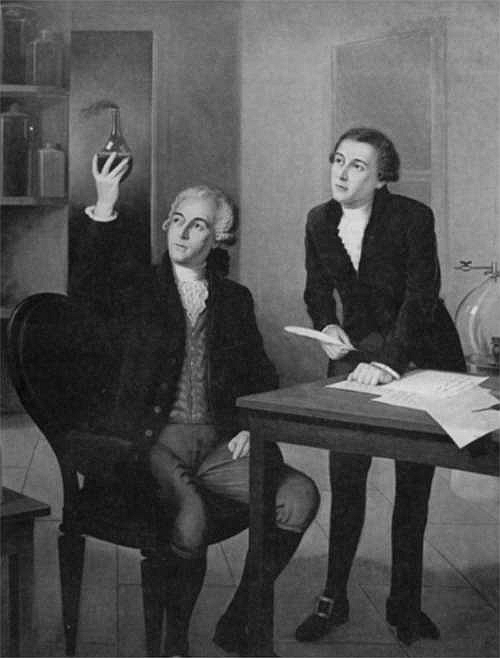
Gravure du XIXe siècle montrant Lavoisier au laboratoire en 1788 avec le fils d'un ami, son jeune assistant Dupont de Nemours, physiocrate et franc-maçon qui fondera en 1802 la poudrerie DuPont, aujourd'hui l'un des plus grands groupes industriels de chimie.

En 1779 commence une fructueuse coopération avec un professeur de mathématiques trentenaire en poste à l'École des cadets gentilshommes qui a été distingué par l'Académie des sciences, Pierre-Simon de Laplace.
En 1784, Lavoisier fait partie d'une commission nommée par Louis XVI pour étudier la pratique du magnétisme animal avec le médecin Joseph Ignace Guillotin, l'astronome Jean Sylvain Bailly et l'ambassadeur des États-Unis en France, Benjamin Franklin.

Quand le roi convoque les états généraux, le 27 novembre 1788, c'est à lui, seigneur blésois et scientifique déjà rendu célèbre par les multiples mémoires et rapports qu'il a publiés, que la classe des nobles de Blois confie la rédaction de leur cahier de doléances. Il y reprend l'idée formulée par Thomas Jefferson dans le préambule de la Déclaration d'indépendance des États-Unis que le bien commun est le bonheur : 

« Le but de toute institution sociale est de rendre le plus heureux qu’il est possible ceux qui vivent sous ses lois. Le bonheur ne doit pas être réservé à un petit nombre d’hommes ; il appartient à tous. Ce n’est point un privilège exclusif qu’il faut disputer ; c’est un droit commun qu’il faut conserver, qu’il faut partager et la félicité publique est une source dans laquelle chacun a le droit de puiser la sienne. »

### La Révolution (1789-1794)
Député suppléant d'Alexandre de Beauharnais, Antoine de Lavoisier, très au fait, en tant que fermier général, de ce qu'a été, au début du siècle, le système de Law et du fonctionnement du dollar continental, est celui qui, à l'automne 1789, propose à la Constituante une monnaie d'escompte qui fluidifie les échanges à un moment où la sécularisation des biens du clergé provoque une inflation de ceux-ci. Ce sera l'assignat. Favorable à une réforme profonde de l'Ancien régime et à l'instauration d'une monarchie constitutionnelle, il renonce à sa particule et adhère, au printemps 1790, au second parti politique après le « Club breton », la Société de 1789, fondé par son collègue démissionnaire de la Monnaie Nicolas de Condorcet. Fondé à l'imitation du Club breton, le club de 1789 cherche à en contrecarrer l'influence. Tout en continuant ses recherches au laboratoire des Poudres, Lavoisier adresse, en 1792, un projet d'éducation nationale à la Convention.

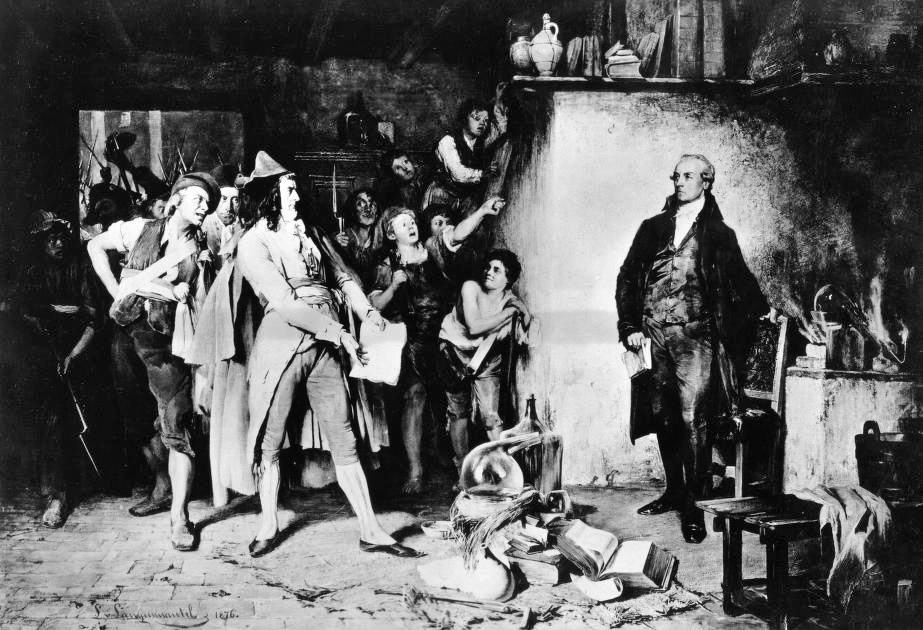
L'Arrestation de Lavoisier, représentation fantasmatique réalisée en 1876 par le peintre d'histoire Ludwig von Langenmantel.

Il est l'un des trois commissaires du Comité des finances de la Convention chargé de réformer le système de perception des impôts quand la Terreur éclate.

### Condamnation et exécution
Lavoisier, dont l'image est associée à la dévaluation qui a suivi la transformation des assignats en monnaie de nécessité et qui aurait profité aux émigrés, est dénoncé aux autorités révolutionnaires avec  vingt-sept autres fermiers généraux comme traître à la nation par André-Siméon-Olivier Dupin de Beaumont (1744-1833), le député de l'Aisne responsable des exécutions, ancien employé de la ferme.
Il est incarcéré avec son beau-père, Jacques Paulze, le 28 novembre 1793 à la prison de Port-Libre et accusé d'avoir spéculé contre l'intérêt des citoyens. L'Ami du peuple le vilipende comme trafiquant de tabac frelaté par de mauvaises conditions de stockage. Il est condamné à mort, cinq mois après son arrestation, le 5 mai 1794, malgré la courageuse défense de son disciple et collaborateur Jean Noël Hallé. Ayant demandé un sursis pour pouvoir achever une expérience, il se serait entendu répondre par le président du tribunal révolutionnaire, Jean-Baptiste Coffinhal : « La République n’a pas besoin de savants, ni de chimistes ; le cours de la justice ne peut être suspendu ».
Il est guillotiné place de la Révolution le 19 floréal an II (8 mai 1794) (8 mai 1794,), à l’âge de cinquante ans, en même temps que 27 anciens fermiers généraux. Son corps, dépouillé, est empilé dans la fosse commune des Errancis. Le lendemain de l'exécution de Lavoisier, le grand mathématicien Louis de Lagrange commente : « Il ne leur a fallu qu'un moment pour faire tomber cette tête et cent années, peut-être, ne suffiront pas pour en reproduire une semblable »,.
Son matériel et ses notes sont saisis mais ses travaux d'économétrie, dont il avait fait don à l'Assemblée constituante, peuvent être repris et publiés en 1796 par Lagrange. Après maintes tribulations, sa femme et collaboratrice, Marie-Anne Lavoisier, rassemble ses papiers personnels. Ils sont conservés aux Archives nationales sous la cote 129AP. Avec la collaboration de ses amis savants, elle édite ses derniers travaux en forme d'exposé de la méthodologie de la chimie moderne.

## Oeuvre

### Père de la chimie moderne

#### Découverte de l'oxydation

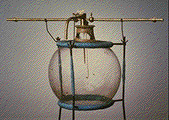
Récipient de réaction pour la combustion contrôlée de l'hydrogène.

L'une de ses plus importantes recherches a été de déterminer la nature du phénomène de combustion, ou oxydation rapide. Ses expériences permettent de démontrer que la combustion est un processus qui implique la combinaison d'une substance avec du dioxygène. À travers cette découverte, c'est toute la conception de la chimie qui est bouleversée.
À l'automne 1772, doutant que la matière, comme l'enseigne Aristote, prenne des formes différentes — fluides, solides, gazeuses — par une seule loi générale de dégénérescence, il se lance dans une recherche sur la combustion des métaux qui, paradoxalement, gagnent du poids au terme de leur calcination. Ses résultats font l'objet de deux publications dans le bulletin de l'Académie des sciences, sur les exemples de la production d'acide phosphorique et de la calcination des sulfures. Lavoisier cherche une cause au processus de combustion qui puisse expliquer qu'elle ne soit pas qu'une dégradation d'état, cause qu'il n'appelle pas encore « oxygène ».
Il consacre l'année 1773 à reproduire les expériences de Joseph Black et finit par découvrir que le gain de poids des métaux calcinés est dû à l'absorption par ceux-ci de l'« air fixe », découvert quelques années plus tôt par son aîné écossais. Les comptes-rendus sont publiés l'année suivante dans Opuscules physiques et chimiques.
En octobre 1774, il rencontre Joseph Priestley en visite à Paris et résout son problème de calcination de l'oxyde mercurique, qui dégage un gaz mystérieux. Il démontre dans son célèbre Mémoire de Pâques, présenté à l'Académie des sciences le 26 avril 1775 que, lorsque la combustion est faite au charbon de bois, ce qui se dégage est l'« air fixe », et que ce dernier est produit par la combustion du carbone en présence de l'« air déphlogistiqué » observé par Joseph Priestley. Il en déduit que le gaz mystérieux est un composant présent dans l'air en permanence dans une certaine proportion et le renomme « air vital ».
En 1778, dans les ouvrages Sur la combustion en général et Considérations générales sur la nature des acides, il démontre que l'« air déphlogistiqué », responsable de la combustion, est aussi une source d'acidité. Ce n'est qu'en 1779 qu'il nomme cette partie « vitale » de l'air : « oxygène » (du grec signifiant « formeur d'acide »), et l'autre partie : « azote » (du grec signifiant « sans vie »).
À partir de 1780, il démontre également le rôle du dioxygène dans la respiration végétale et animale, ainsi que son rôle dans la formation de la rouille, autre forme d'oxydation lente.

#### Changement du paradigme des éléments et de la chaleur

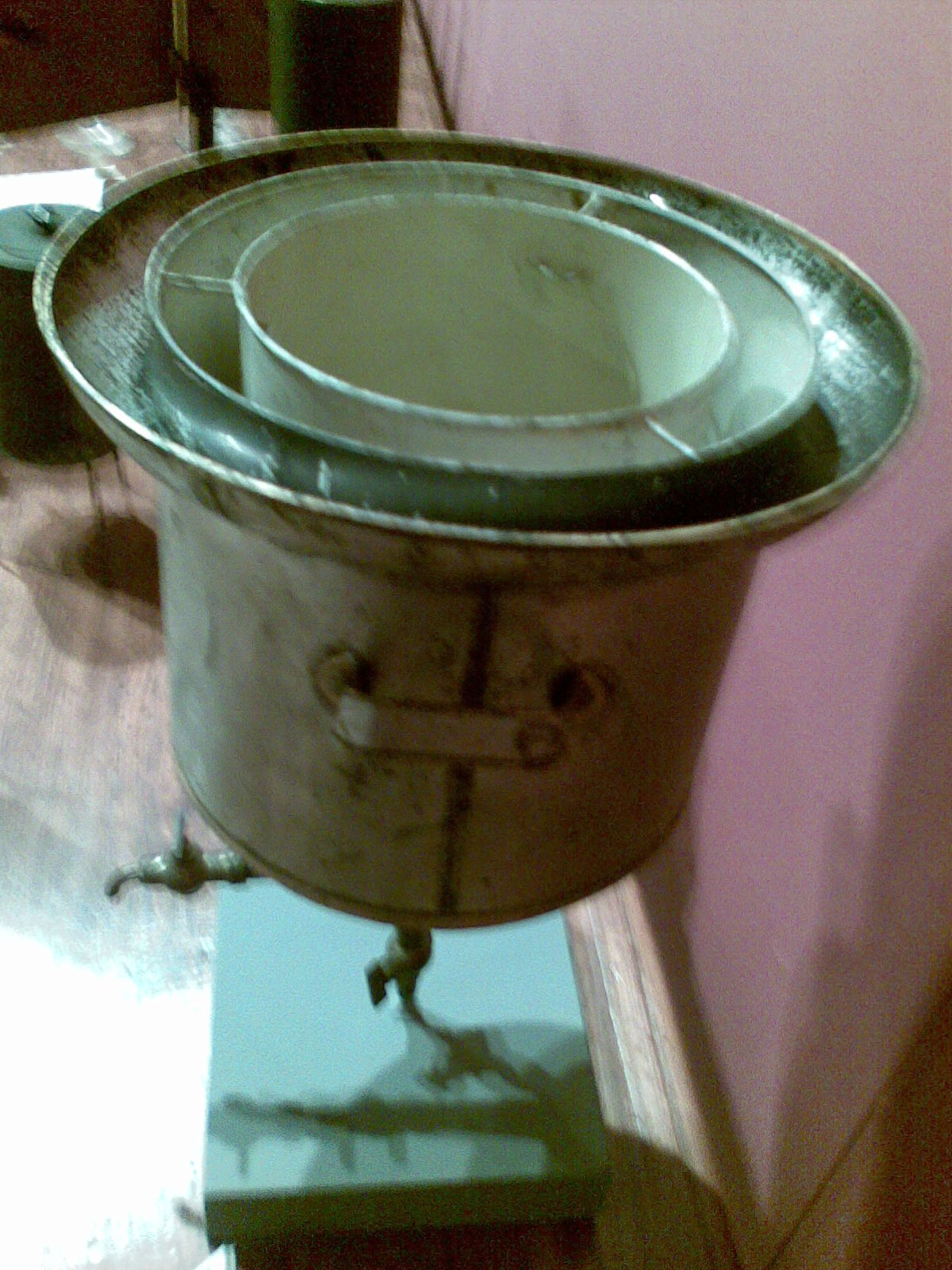
Calorimètre utilisé par Lavoisier à partir de 1780. Le double bord rempli de glace assurait le maintien de la température à zéro degré.

L'explication de Lavoisier sur la combustion remplace la théorie phlogistique, qui postule que les matériaux relâchent une substance appelée phlogiston lorsqu'ils brûlent dans le récipient en question.
Les contemporains de Lavoisier sont en effet convaincus de la théorie aristotélicienne, défendue jusqu'après 1787 devant la Société royale de Londres par Richard Kirwan et son collègue Joseph Priestley, selon laquelle la matière est composée de quatre éléments fondamentaux — la terre, l'air, l'eau et le feu —, dont les variations de dosage détermineraient la nature des corps. Pour expliquer les échanges entre ces éléments et leurs variations, le bon sens a dû construire l'hypothèse ad hoc d'un cinquième élément, le phlogistique, sorte d'éther, dans lequel baignerait tout corps et qui échapperait à toute observation directe.

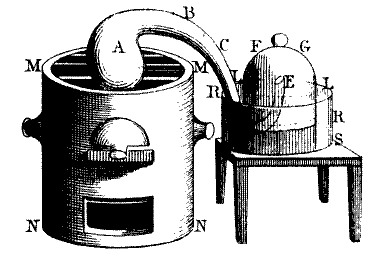
Schéma de la célèbre expérience du phlogiston dessiné par Madame Lavoisier en 1783 et publié à la veille de la Révolution dans le Traité élémentaire de chimie.

Dès 1774, Lavoisier s'attaque à cette théorie en démontrant devant ses collègues de l'Académie que le dépôt formé par l'évaporation n'est pas une mutation de l'eau en terre, mais le résidu de matières déjà présentes dans le récipient. Il sera le premier à infirmer l'antique théorie, mais ce n'est qu'en 1780 qu'il établit expérimentalement, avec Laplace, dans un célèbre mémoire, que la chaleur n'est pas un fluide, mais le résultat de l'agitation de ce que les savants appellent déjà des molécules.
Il abonde ainsi dans le sens de l'hypothèse d'une « chaleur latente », que suppose la théorie du calorique avancée en 1761 par Joseph Black devant ses collègues de la future Société royale d'Edimbourg. Lavoisier n'ira cependant pas jusqu'à rejeter le concept de fluide calorique bien que celui-ci conserve à la chaleur le caractère d'éther et que les concepts d'état de la matière et de chaleur latente, qu'il n'a pas su tirer lui-même, n'ont pas besoin de supposer un tel éther. Ce sera Joule qui le fera en 1843.
En 1783, dans ses Réflexions sur le phlogistique, Lavoisier, comme Galilée 170 ans plus tôt avec la conception aristotélicienne du mouvement, démontre que cette théorie phlogistique, si elle répond aux impressions ordinaires, n'est pas conforme à l'expérience scientifique.
Avec Laplace, il réalise l'expérience qui met en évidence l'air inflammable, découvert par Henry Cavendish qu'il baptise « hydrogène » (du grec « formeur d'eau »). Ce gaz réagit avec l'oxygène et forme la rosée, qui est de l'eau, comme l'avait déjà remarqué Priestley, sans toutefois l'expliquer. La synthèse de l'eau démolit deux mil cinq cents ans de dogme aristotélicien, selon lequel l'eau est un élément, et réhabilite la théorie épicurienne de Lucrèce sur les atomes. Elle démontre aussi qu'un corps qui se liquéfie n'est pas un corps qui se transforme en un autre, comme le postule la théorie aristotélicienne, mais que le même élément chimique peut, selon les conditions de pression et de température, changer d'état. Le concept sous-jacent d'état de la matière est, quant à lui, totalement nouveau, et ouvre la voie, insoupçonnée par Lavoisier, à une thermodynamique statistique.

#### Conservation des masses dans le changement d'état de la matière
Les expériences de Lavoisier sont parmi les premières expériences chimiques véritablement quantitatives jamais exécutées : c'est en ce sens qu'il assure le passage de l'alchimie, discipline symbolique à visée spirituelle plus qu'expérimentale, à la chimie, dont il est le fondateur. Il a prouvé que, bien que la matière change d'état dans une réaction chimique, la masse totale des réactifs et des produits reste identique du début jusqu'à la fin de la réaction. Il brûla du phosphore et du soufre dans l'air, et montra que les produits pesaient plus que les réactifs de départ. Néanmoins, le poids gagné était perdu par l'air. Ces expériences ont été des preuves à la base de la loi de conservation de la matière. Lavoisier a aussi étudié la composition de l'eau, et il appelle ses composants « oxygène » et « hydrogène ».

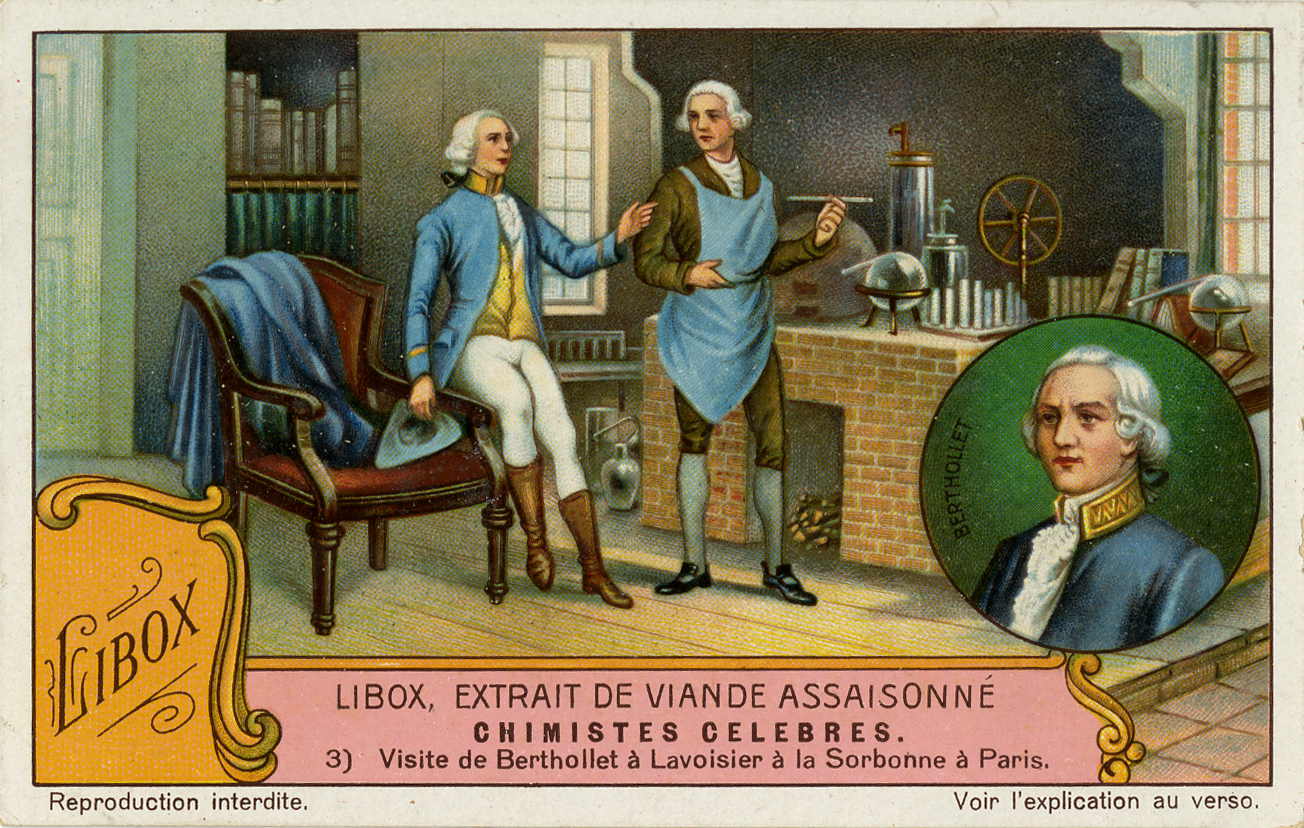
Réclame publiée par Liebig en 1929 montrant Berthollet, inventeur de l'équilibre chimique, à l'école de Lavoisier, inventeur du concept d'équation chimique.

La maxime « Rien ne se perd, rien ne se crée, tout se transforme » attribuée à Lavoisier, est inspirée du philosophe grec présocratique Anaxagore : « Rien ne naît ni ne périt, mais des choses déjà existantes se combinent, puis se séparent de nouveau », énonciation qui, grâce aux travaux expérimentaux de Lavoisier, passe du statut de maxime philosophique, à celui de principe physico-chimique. Ainsi, dans son Traité élémentaire de chimie de 1789, Lavoisier parle de la matière en ces termes : 

« On voit que, pour arriver à la solution de ces deux questions, il fallait d’abord bien connaître l’analyse et la nature du corps susceptible de fermenter, et les produits de la fermentation ; car rien ne se crée, ni dans les opérations de l’art, ni dans celles de la nature, et l’on peut poser en principe que, dans toute opération, il y a une égale quantité de matière avant et après l’opération ; que la qualité et la quantité des principes est la même, et qu’il n’y a que des changements, des modifications,. »

Sous la plume de Lavoisier, « quantité de matière » désigne la quantité d’éléments chimiques mis en jeu lors d’une réaction. En posant la réaction chimique en termes laplaciens d’équation, Lavoisier rend possible ce qu’en 1792, le berlinois Jeremias Richter appellera « stœchiométrie » mais ce ne sera qu’en 1802 qu’un disciple de Lavoisier, Claude Louis Berthollet, définira l’équilibre chimique lui permettant d’établir la première classification des éléments.

#### Nomenclature des éléments chimiques
Avec le chimiste Claude Louis Berthollet et d'autres, Lavoisier conçoit une nomenclature chimique ou un système des noms qui sert de base au système moderne. Il la décrit dans la Méthode de nomenclature chimique (1787). Ce système est toujours en grande partie en service au XXIe siècle, y compris des noms tels que l'acide sulfurique, les sulfates et les sulfites.
Son Traité élémentaire de chimie (1789) est considéré comme le premier manuel chimique moderne, et présente une vue unifiée des nouvelles théories de chimie, fournit un rapport clair de la loi de la conservation de la masse et nie l'existence du phlogiston. En outre, Lavoisier clarifie le concept d'un élément comme substance simple qui ne peut être décomposée par aucune méthode connue d'analyse chimique, et conçoit une théorie de la formation des composés chimiques des éléments.
De plus, son ouvrage contient une liste d'éléments ou substances qui ne peuvent être décomposés davantage, incluant l'oxygène, l'azote, l'hydrogène, le phosphore, le mercure, le zinc et le soufre. Dans sa liste figurent aussi la lumière et la chaleur, toutes deux qui ne sont plus considérées comme étant de la matière selon la physique moderne.
|                                        |
| Symboles des éléments avant Lavoisier. |

|                                |
| Suite et fin de la même liste. |

| |
| Table des rapports déposée en 1718 à l'Académie des sciences par l'apothicaire Étienne Geoffroy pour expliquer l'élection d'un élément pour un autre plutôt qu'un troisième. Elle a été vue comme l'origine de la révolution lavoisienne. |

|                                                                    |
| Traduction anglaise de la table déposée par Lavoisier en mai 1787. |

### Précurseur de la physiologie

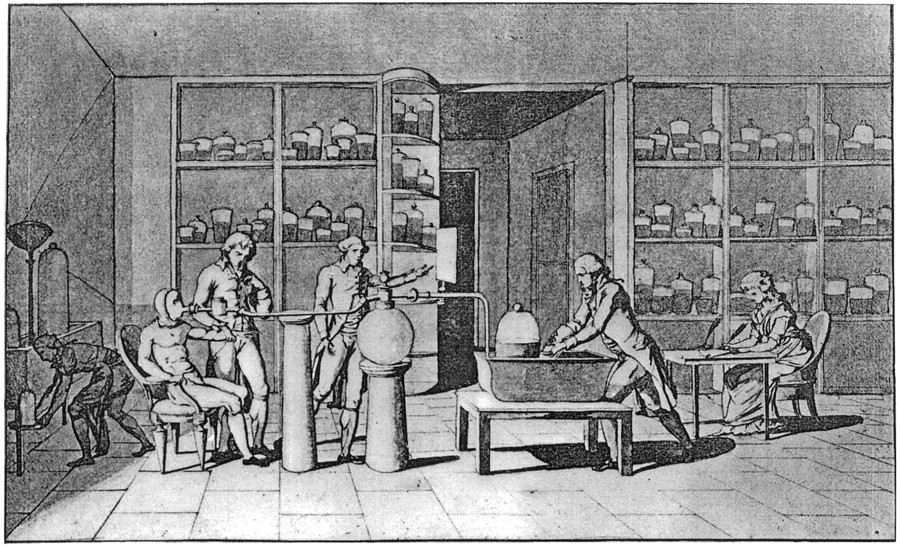
Expérience de Lavoisier en 1789 pour mesurer les effets de la respiration et de la transpiration sur l'homme. Son assistant Armand Seguin fait office de cobaye humain. Marie-Anne de Lavoisier s’est représentée elle-même dans son rôle de greffière.

À partir de 1780, Lavoisier collabore avec le mathématicien Pierre-Simon Laplace. Ensemble, ils poursuivent des expériences, entre autres, sur la respiration. Ces expériences sur l'oxydation lente font suite à celles sur l'oxydation rapide.
Les deux académiciens ont placé un cochon d'Inde dans un calorimètre maintenu à zéro degré par de la glace fondante, la chaleur dégagée par l'animal était mesurée en pesant la quantité de glace fondue et dans le même temps la quantité de dioxyde de carbone produit par sa respiration a été mesurée. Ils remarquent que pour une même quantité de dioxyde de carbone dégagée la respiration et la combustion produisent autant de chaleur, ce qui signifie que la respiration est une production de chaleur continue semblable à une combustion lente. Ils démontrent que la respiration est une étape de la thermogenèse nécessaire à l'homéostasie.
Les expériences sont poursuivies à partir de 1789 avec l'ingénieur Armand Seguin, l'inventeur de la première usine, mais le projet d'une description complète de cet aspect de la physiologie animale sera interrompu par la Révolution.
Avec ces expériences, Lavoisier est considéré comme le « père de la nutrition moderne » et le précurseur de la physiologie.

### Agronome

#### Passion pour l'agriculture

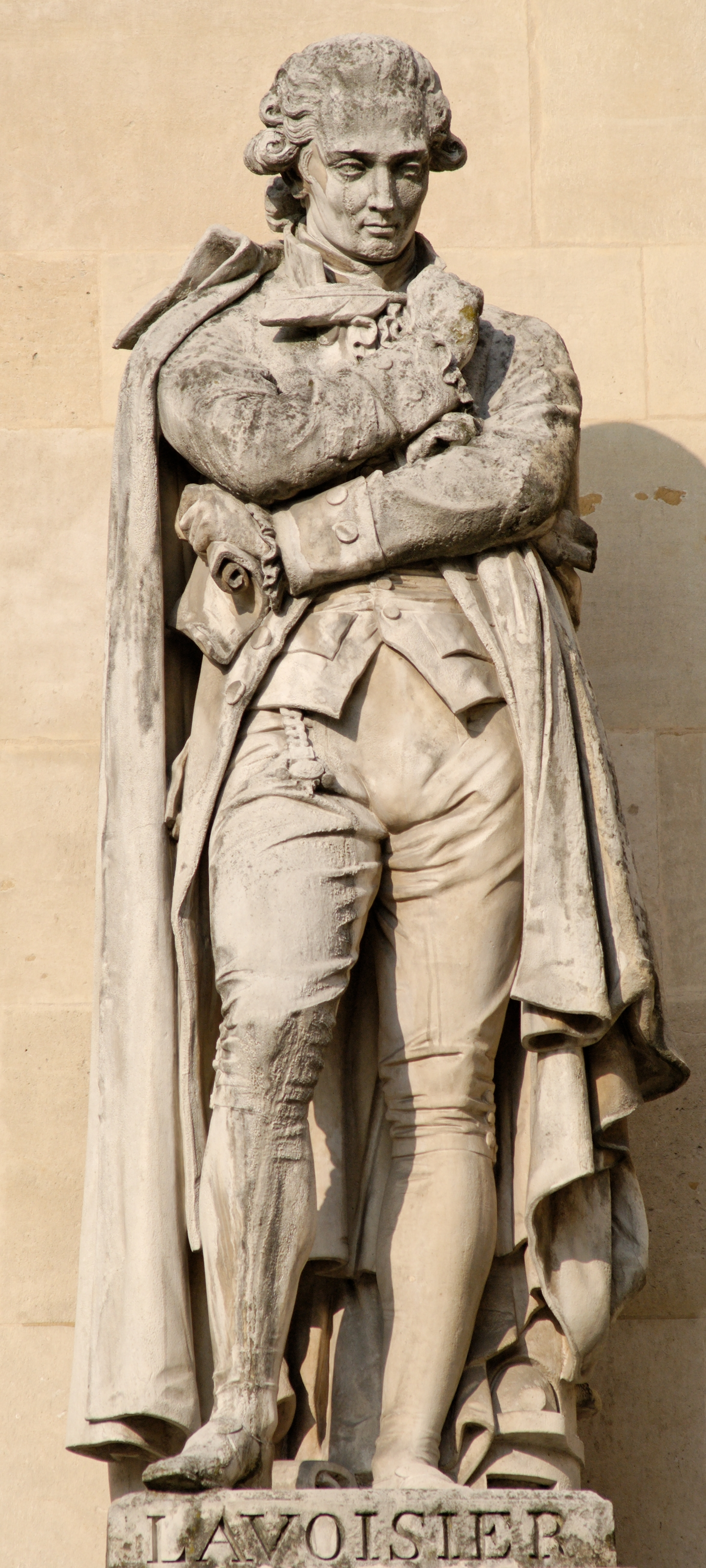
Lavoisier représenté par Jacques Léonard Maillet en 1853 parmi les Hommes illustres dans la cour Napoléon du Louvre.

En 1778, trois ans après la mort de son père, Lavoisier achète le domaine de Fréchines près de Blois et se prend d'une passion discrète pour l'agriculture. Il se rend trois fois par an sur ses terres, pour deux à trois semaines, en compagnie de Madame Lavoisier qui assure la correspondance avec le gestionnaire local, le notaire Lefebvre.
Ce domaine est l'occasion pour Lavoisier de mettre en pratique les travaux de Duhamel du Monceau. Après dix ans, Lavoisier rédige un compte-rendu de ses recherches pour la Société royale d'agriculture et déclare qu'il lui faudra encore une décennie pour confirmer ses résultats. Peu avant sa mort sur l'échafaud, il rédige un traité d'agriculture qu'il déclare pratiquement terminé en 1793.

#### «Le bétail, un mal nécessaire»

Expérience réalisée dans les années 1770 du procédé d'Archimède d'une combustion à travers des lentilles optiques.

« En 1791, Lavoisier présente à la Constituante un mémoire, De la richesse territoriale du royaume de France, dans lequel il chiffre en vue d'en évaluer la ponction fiscale tolérable, le « produit national net », notion physiocratique qui prend en compte une seule catégorie de revenus, celle des propriétaires du sol. […] C'est dans ce mémoire que Lavoisier constate que « les bestiaux ne sont que les instruments employés pour cultiver et pour fumer et [que] le bénéfice qu'ils procurent n'est qu'un léger accessoire ». Il affirme alors — et la formule connaîtra une grande fortune — que « le bétail est un mal nécessaire ».

#### Engrais

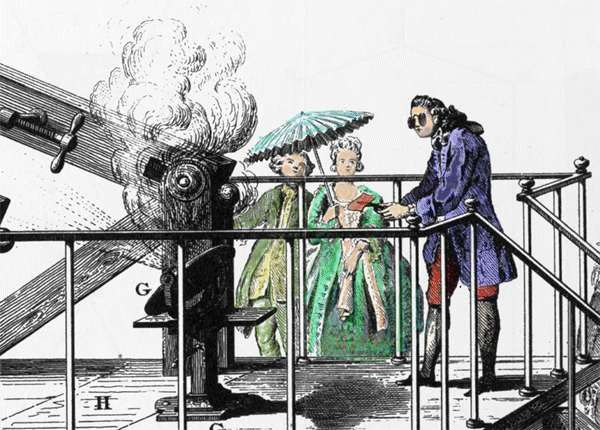
Détail des lentilles optiques concentrant la lumière du soleil sur un matériau combustible.

Ses idées sur l’utilisation du fumier sont très conventionnelles pour l’époque. Ainsi, il montre que des apports massifs permettent d’augmenter lentement les rendements. Vers la fin de sa vie, il est confronté à la Théorie de l’humus soutenue par Jean Henri Hassenfratz. Cette théorie, qui postule que seul l’humus est capable de nourrir les végétaux, se révèle fausse (en réalité les plantes tirent, par la photosynthèse, l'essentiel de leur carbone du CO2 atmosphérique) ; elle est donc désormais obsolète, mais elle prévalut jusqu’aux travaux de Justus von Liebig en 1840.
Lavoisier rédige anonymement un programme de recherche que l’Académie des sciences aurait dû proposer au concours en 1794, date où la Convention supprime l’Académie et condamne Lavoisier. Dans ce programme, Lavoisier décrit le cycle des composants de la matière à la surface de la terre (le cycle réduction-oxydation) et oppose la « végétalisation » (la photosynthèse) à la combustion et aux fermentations. En ce sens, il annonce les grandes découvertes agronomiques du XIXe siècle.

## Hommages

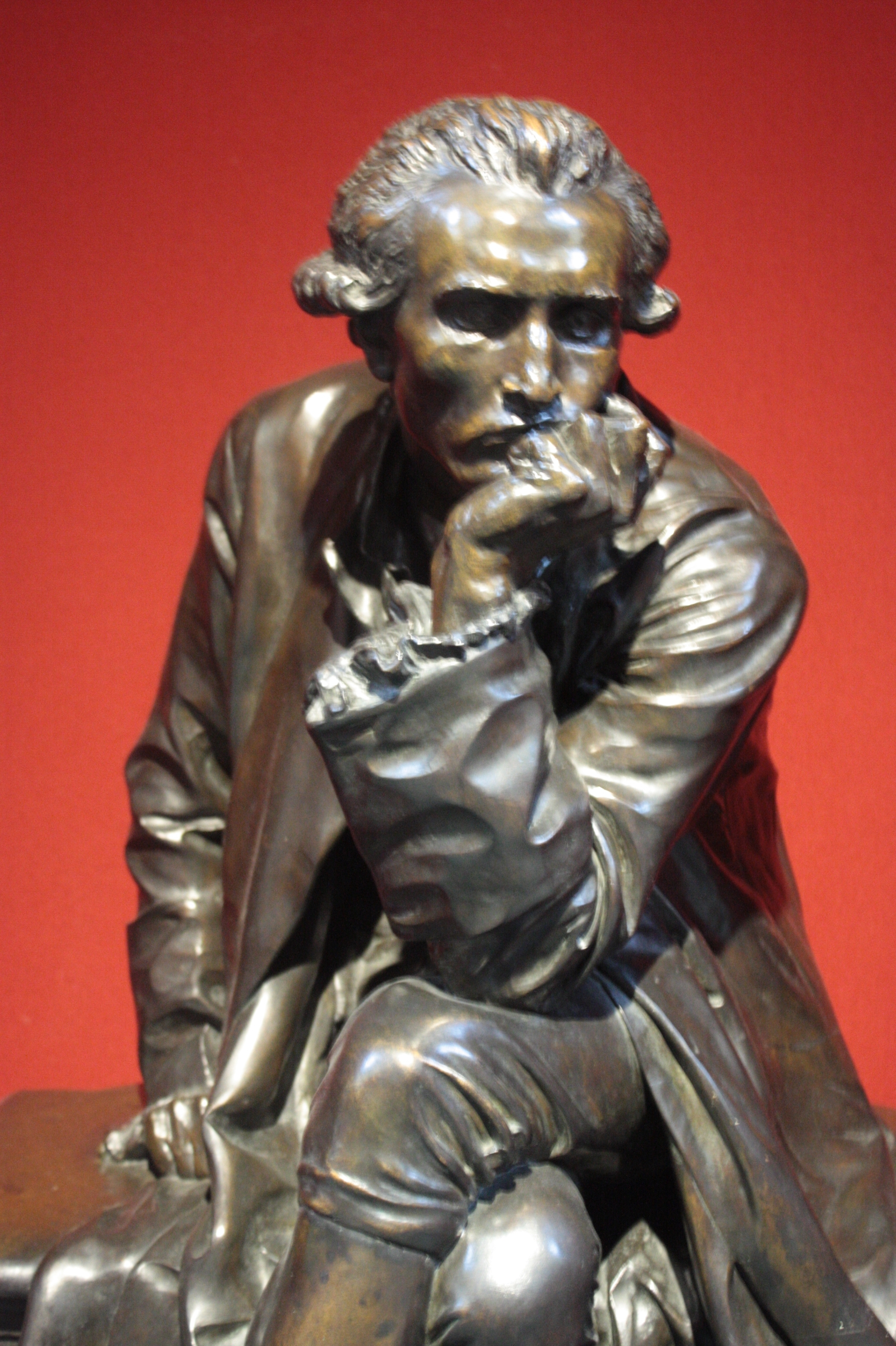
Hommage du sculpteur Dalou au penseur qu'incarne Lavoisier, réalisé 72 ans après la mort de celui-ci.

- Son nom est inscrit sur la tour Eiffel, façade Trocadéro ; il est, en outre, représenté sur l'hôtel de ville de Paris.
- En 1935, l'Union astronomique internationale a donné le nom de Lavoisier à un cratère lunaire.
- Un buste de Lavoisier est installé dans le centre de documentation Albert-Soboul du musée de la Révolution française.

## Principaux écrits

### Géologie
- Instruction sur l'établissement des nitrières et sur la fabrication du salpêtre, Imprimerie Royale, Paris, 1777, 83 p.
- Avec Jean-Étienne Guettard, Description de deux mines de charbon de terre: situées au pied des montagnes de Voyes, l'une en Franche-Comté, l'autre en Alsace, avec quelques expériences sur le charbon qu'on en tire., Académie des sciences, Paris, 1778, 7 p.
- Avec Jean-Étienne Guettard & Balthazar Georges Sage, Analyse de l'eau du lac asphaltite. Lu le 23 juillet 1778, Académie des sciences, Paris, 1778, 4 p.
- L'art de fabriquer le salin et la potasse, publié par ordre du Roi, par les régisseurs-généraux des Poudres & Salpêtres, Paris, 1779.

### Thermique
- Avec Pierre-Simon Laplace, « Mémoire sur la chaleur», in Mémoires de l'Académie des sciences, p. 355–408, Académie des sciences, Paris, 1780.
- Avec Jean-Baptiste Le Roy, Rapport fait à l'Académie des sciences, sur la machine aérostatique, Académie des sciences, Paris, 1783, 27 p.
- Avec Pierre-Simon Laplace, Mémoire contenant les expériences faites sur la chaleur, pendant l'hiver de 1783 à 1784, par P. S. de Laplace & A. K. Lavoisier, 1792.

### Chimie
- Opuscules physiques et chimiques, Durand, Didot & Esprit, Paris, 1774.
- Mémoire sur l'existence de l'air dans l'acide nitreux, et sur les moyens de décomposer & de recomposer cet acide, Académie des sciences, Paris, 1776, 10 p.
- Sur la nature du principe qui se combine avec les métaux pendant leur calcination et augmente leur poids., Académie des sciences, Paris, 26 avril 1775.
- Sur la combustion en général, Académie des sciences, Paris, 1778.
- Considérations générales sur la nature des acides, Académie des sciences, Paris, 1778.
- De l'action du feu animé par l'air vital, sur les substances minérales les plus réfractaires, Académie des sciences, Paris, 1785.

rééd. dans F. L. Ehrmann, Essai d'un art de fusion à l'aide de l'air du feu ou air vital, Cuchet, Paris, 1787.
- Avec L. B. Guyton de Morveau, C. L. Berthollet & A. F. Fourcroy, Méthode de nomenclature chimique, Cuchet, Paris, 1787.
- Avec Antoine-François Fourcroy, L. B. Guyton de Morveau, Cadet, Baumé, d'Arcet & Sage, Nomenclature chimique, ou synonymie ancienne et moderne, pour servir à l'intelligence des auteurs., Cuchet, Paris, 1789.
- Traité élémentaire de chimie, présenté dans un ordre nouveau et d'après les découvertes modernes, vol. I & II, Cuchet, Paris, 1789, rééd., Cultures et Civilisations, Bruxelles, 1965.

### Économie
- Notes pour servir de supplément au rapport des commissaires de l'Académie royale des sciences sur un projet d'établissement de nouvelles prisons, Académie des sciences, Paris, 1770.
- Instruction sur les moyens de suppléer à la disette des fourrages, et d’augmenter la subsistance des bestiaux, Supplément à l’instruction sur les moyens de pourvoir à la disette des fourrages, publiée par ordre du Roi le 31 mai 1785, Conseil d'État, Paris, 1785, in-4°, 16 p.
- Instruction sur le parcage des bêtes à laine, Imprimerie Royale, Paris, 1785, 19 p.
- Réflexions sur les assignats & sur la liquidation de la dette exigible ou arriérée lue à la Société de 1789, Clousier, Paris, 29 août 1790, 35 p.
- Idées de circonstance soumises à la Société de 1789 par un de ses membres, Postillon impr., Paris, 14 janvier 1791, 8 p.
- De la richesse territoriale du royaume de France, Assemblée constituante, Paris, 1791, 66 p.

rééd. dans coll. Mélanges d'éçonomie politique, Guillaumin & cie., Paris, 1847.
- De l'état des finances de France, au premier janvier 1792, Du Pont, Paris, 1791, 90 p.
- Rapport des commissaires réviseurs des trois compagnies de finances, aux représentans du peuple chargés de surveiller leurs travaux et lu aux Comités des finances et de comptabilité, Convention nationale, Paris, 1794, 187 p.

### Posthumes
- Dir. Delagrange, Collection de divers ouvrages d'arithmétique politique, CC. Corancez & Rœderer impr., Paris, 1796.
- Préf. Veuve Lavoisier, Mémoires de physique et de chimie, 1805.
- Constant Potelet, Catalogue de livres faisant partie de la bibliothèque de feu Madame Lavoisier, comtesse de Rumford, Galliot lib., Paris, 1836, 56 p.
- Oeuvres de Lavoisier publiees par les soins de son excellence le ministre de l'Instruction publique et des cultes, Mémoires de chimie et de physique. Tome premier; Tome II; Tome III; Tome IV, 1862-1868
- Misc. dans Gabriel Bertrand & André Léveillé, Catalogue de l'exposition à l'occasion du deuième centenaire de Lavoisier, Palais de la découverte, Paris, novembre 1943-janvier 1944.
- M. Sadoun-Goupil & P. Bret, dir. R. Fric, préf. L. de Broglie, Correspondance, vol. I-VI, Albin Michel, Paris, 1955.
- Michelle Sadoun-Goupil, préf. Alain Horeau, Œuvres de Lavoisier: correspondance., Comité Lavoisier de l'Académie des sciences, Paris, 1986.
- Dir. Pietro Corsi & Patrice Bret, Œuvres complètes d'Antoine Lavoisier en ligne, CRHST CNRS, Paris, 2003.